# Stazione di Hozumi
La stazione di Hozumi (穂積駅?, Hozumi-eki) è una stazione ferroviaria situata nella città di Mizuho, nella prefettura di Gifu in Giappone. La stazione è gestita dalla JR Central e serve la linea principale Tōkaidō.

## Linee
JR Central
■ Linea principale Tōkaidō

## Struttura
La stazione è costituita da un marciapiede a isola con 2 binari in viadotto.
| 1 | ■ Linea principale Tōkaidō | per Ōgaki e Maibara          |
| 2 | ■ Linea principale Tōkaidō | per Gifu, Nagoya e Toyohashi |

## Stazioni adiacenti
| ≪                        | Servizio                                                    | ≫                        |
| Linea principale Tōkaidō | Linea principale Tōkaidō                                    | Linea principale Tōkaidō |
| ------------------------ | ----------------------------------------------------------- | ------------------------ |
| Nishi-Gifu               | Locale Rapido Sezionale Rapido Nuovo Rapido Rapido Speciale | Ōgaki                    |
| Gifu                     | Homeliner                                                   | Ōgaki                    |